# Vassili Pitxul
Vasili Vladimirovitx Pitxul (rus: Васи́лий Влади́мирович Пи́чул; Jdanov, República Socialista Soviètica d'Ucraïna, 15 de juny de 1961 - Moscou 26 de juliol de 2015) va ser un director de cinema Soviètic] i rus, conegut per la seva pel·lícula Màlenkaia Vera (Маленькая Вера), estrenada el 1988. La seva pel·lícula V gorode Sotxi tiomnie notxi es va projectar a la secció Un Certain Regard al 43è Festival Internacional de Cinema de Canes.
Va morir de càncer de pulmó.

## Selected filmography
- Màlenkaia Vera (1988)
- V gorode Sotxi tiomnie notxi (1989)
- Mechty idiota (1993)
- Nebo v almazakh (1999)
- Kinofestival, ili Portvein (2006)